# Callistemon pinifolius

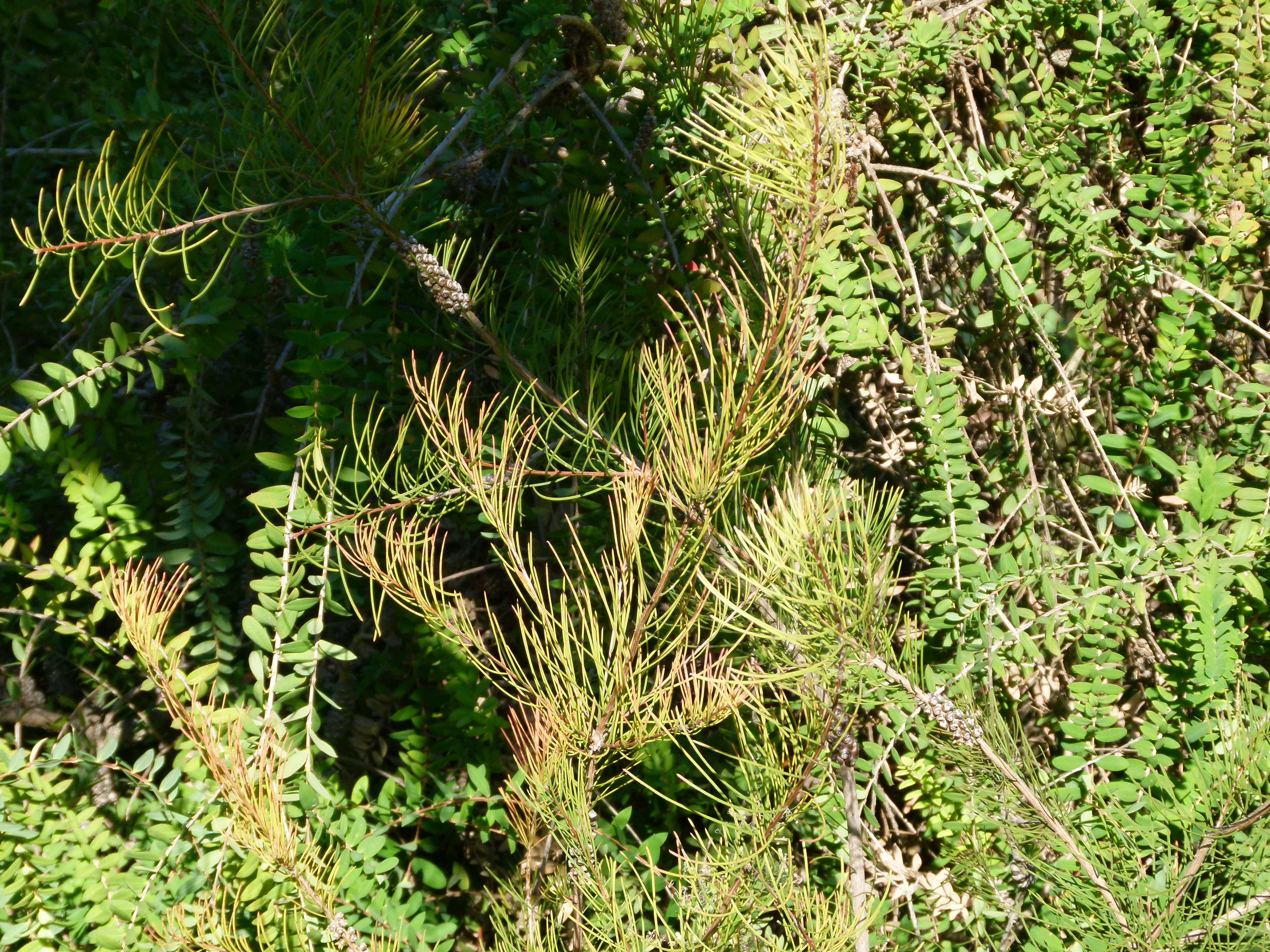
Callistemon pinifolius al Jardí Botànic de Barcelona.

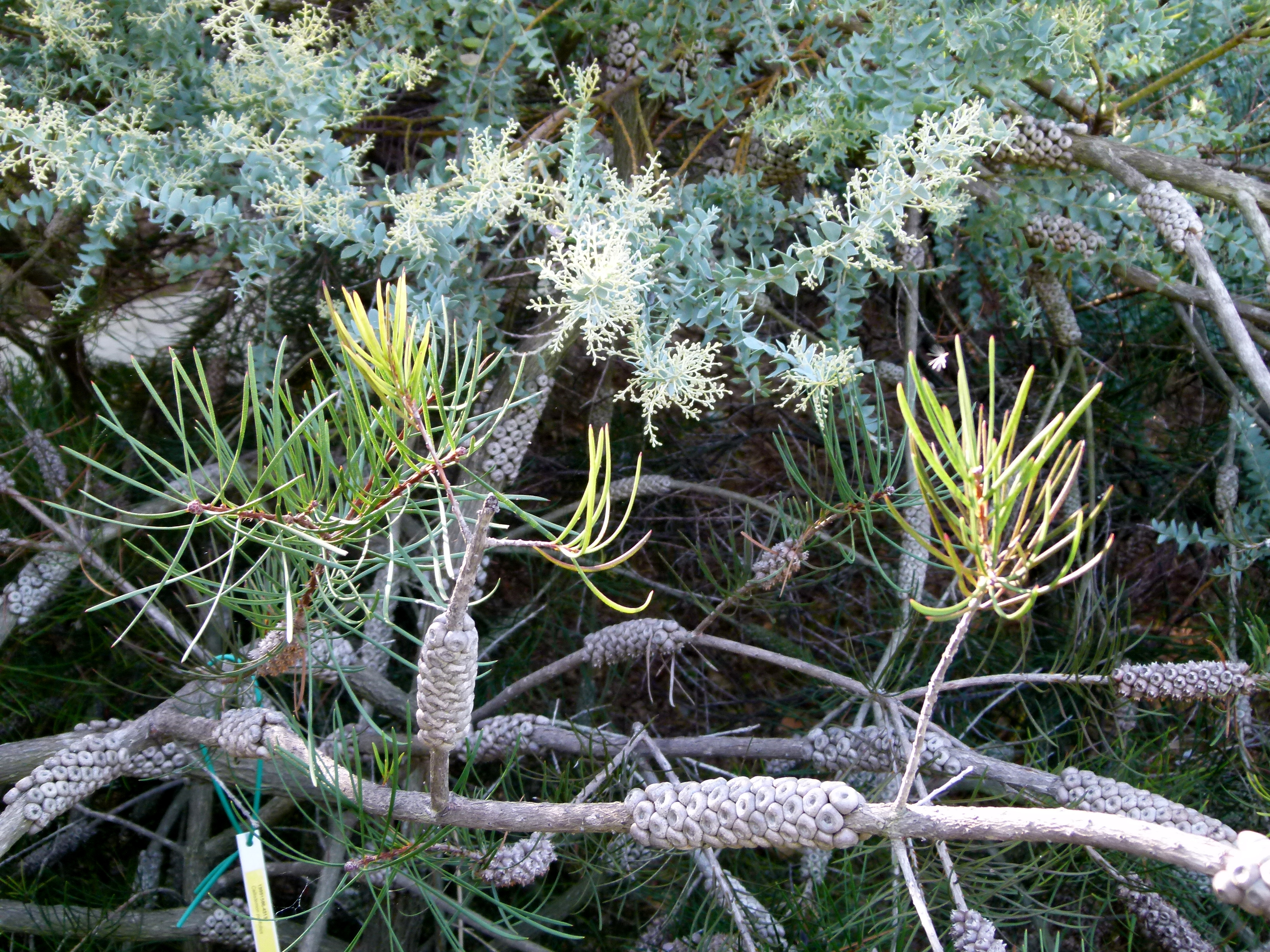
Càpsules de les llavors

Callistemon pinifolius és una espècie de planta de la família de les Mirtàcies, endèmica de Nova Gal·les del Sud. És un arbust perenne que es troba a una gran varietat de sòls, als llocs humits. És una espècie que s'usa com a planta ornamental.